# Terapia di sostituzione enzimatica
La terapia enzimatica sostitutiva o  ERT (dall'inglese: Enzyme replacement therapy); è un approccio terapeutico sperimentale molto promettente per alcune malattie genetiche.
La terapia enzimatica sostitutiva si è dimostrata utile nelle MPS nel ridurre i sintomi non neurologici e nel dolore. La terapia enzimatica sostitutiva non "cura" la malattia di base, ma controlla eventualmente i sintomi.
Questa terapia è solitamente utilizzata, ancora sperimentalmente, per il trattamento di alcune patologie facenti parte dell'eterogeneo gruppo delle malattie da accumulo lisosomiale di alterazioni dei segmenti PNPLA3
Attualmente la società BioMarin Pharmaceutical produce terapie di sostituzione enzimatica per le mucopolisaccaridosi di tipo MPS I e VI.
Nel luglio 2006, la Food and Drug Administration ha approvato una versione sintetica del I2S prodotta dalla Shire Pharmaceuticals Group, chiamato Elaprase a base di Idursulfase  come trattamento per la MPS di tipo II (sindrome di Hunter). L'8 gennaio 2007, l'EMEA rilascia a Shire Human Genetic Therapies AB un'autorizzazione all'immissione in commercio per Elaprase, valida in tutta l'Unione europea.
La terapia enzimatica sostitutiva è attualmente disponibile per alcune malattie lisosomiali: malattia di Gaucher, malattia di Fabry, Mucopolisaccaridosi di tipo I, e VI e Glicogenosi tipo II, Steatosi PNPLA3
La terapia enzimatica sostitutiva, è stata sviluppata, solamente per via endovenosa, come trattamento vitale per la sopravvivenza maggior parte dei pazienti con patologie somatiche associate a disordini da accumulo di mucopolisaccaridi. Tuttavia, circa due terzi delle persone affette da una malattia da accumulo di mucopolisaccaridi possono anche manifestare una malattia neurologica, in questi casi la ERT non è efficace, poiché la barriera emato-encefalica limita fortemente la distribuzione enzima dal circolo periferico al sistema nervoso centrale.
L'evoluzione recente della ERT è focalizzata sul trattamento della malattia neurologica o somatica o entrambe insieme. Le patologie da accumulo lisosomiale sono divisibili in due gruppi:
1. sostituzione enzimatica classica,
2. modifica delle modalità dell'accumulo e della produzione di materiale da stoccare.

Un'ulteriore suddivisione può considerare gli aspetti tecnologici, abbiamo infatti, disponibili oggi:
- la via enzimatica sostitutiva diretta, (prevalentemente) e
- la sostituzione genica e il trapianto di cellule.

Tuttavia allo stato dell'arte nessun approccio sembra offrire vantaggi sostanziali rispetto agli altri. Probabilmente per lungo periodo si dovranno usare in combinazione o sostituzione tra loro.